# Chatel-Chéhéry
Chatel-Chéhéry è un comune francese di 137 abitanti situato nel dipartimento delle Ardenne nella regione del Grand Est.

## Storia

### Simboli
Lo stemma comunale è stato adottato nel 2010 e vi sono riuniti gli emblemi dei due comuni di Châtel e di Chéhéry.
Per Châtel sono ripresi elementi dai blasoni degli antichi signori locali: la testa di leone dei Sales; il bisante è uno dei tre nello stemma degli Espinoy (d'azzurro, a tre bisanti d'oro, ordinati in banda); il trifoglio è quello d'argento dei Canel; il campo di azzurro è presente su tutti e tre gli stemmi. Per Chéhéry la croce d'argento su sfondo rosso è il simbolo dell'abbazia di Chéhéry; l'incudine simbolizza le fornaci e l'attività metallurgica realizzata in loco dai monaci a partire dalla fine del XIV secolo e che continuò fino alla metà dell'Ottocento.

## Società

### Evoluzione demografica
Abitanti censiti